# 石堆
石堆（1889年—1949年），廣東東莞寮步鎮西溪田心村人，為已故前香港警察探長，為第二次世界大戰前香港最知名的探長之一，其於在任期間屢破大案，對維護香港治安（尤其是打擊黑社會）作出過重大貢獻。

## 生平
石堆於1911年加入香港警察隊，擔任軍裝部警員。後來被上級評價其「勤慎機警」，於1918年7月5日將其轉任探員，於1923年1月1日獲晉升為探目。
在任探目期間，石堆屢次憑藉其英勇的表現獲得嘉獎，首次於1923年3月19日獲得香港總督司徒拔嘉獎，兼且償以獎金25元，原因在於石堆於兩周內，連續偵破兩宗企圖持械行劫案件，並且曾經捨命與匪徒肉摶。1924年6月4日，警察於廣東道一帶圍捕一名持槍劫匪，遇到匪徒頑抗，更開槍擊傷了一名探長。石堆英勇擒匪，獲得香港總督頒予四等功牌，兼且賞以獎金100元。1925年6月20日，警察於吳淞街包圍劫匪賊巢，匪徒拒捕，引發警匪槍戰，是役石堆又再英勇立功，獲得香港總督金文泰嘉獎。期後，石堆亦屢次獲得警察司嘉獎。
1927年7月1日，石堆獲晉升為高級探目，兼任灣仔差館華探隊分隊長。石堆有勇有謀，效率奇高，在任期間連續偵破永樂碼頭海面雙屍謀殺案及行劫和發成小輪金條案等等。1929年10月，先施公司首飾部被劫去巨額首飾，石堆不出兩日就將疑犯人贓並獲。先施公司為表謝意，特意贈送了一隻大銀杯（為香港警察隊首次因為破案而獲得商界贈予銀杯以示感謝）。
1932年9月24日，石堆獲晉升至華探長（時稱為Principal Chinese Detective），駐守於油麻地差館，替補黎瑞退休後的空缺，負責指揮九龍區，兼且管理新界區的華人偵探隊。獲晉升為探長後，石堆遇到的首個大考驗發生於1934年3月11日，深水埗基隆街的宏昌隆被歹徒持械行劫，劫去錢枱250元。7日後的黃昏，數名男子闖入油麻地上海街68號美香棧，以手槍指嚇職員，劫去錢枱逾2,200元鈔票，離去前鳴槍兩響示威，乘坐在門口等候的貨車接應逃走。一周內連續發生兩宗持械劫案件，轟動整個九龍區以至香港，警察隊高層對此尤其地重視。由九龍區華探長石堆負責調查及偵緝，結果石堆以13日時間就偵破上述兩宗案件，並且於兩日內成功拘捕6名匪徒。期後透過匪徒口供，連帶將幕後的主腦拘捕。
1935年3月4日，石堆根據情報，在旺角新填地街興記茶居，將談判中的13名黑社會疑犯拘捕。經過盤問後，石堆得以知道和勝和的會館位於吳淞街，於是帶隊前往上址搜查，搜查出紅旗及紙扇等三合會物品，並且另外拘捕兩名黑社會疑犯，成功搗破了和勝和組織。
1940年6月11日，兩批三合會疑犯在荔枝角道茶香茶室衝突，後來演變成為集體打鬥事件。石堆得知事件後，了解到是黑社會的作業，於是決心給予致命打擊。經過幾日來的調查及部署，於事件發生4日後的早晨，召集了中西區的探員，分兵三路，每路由一名英國籍的探長領帶，由石堆指揮。三路分別搜查多處地方，其中第一隊由偵探督察嘉利和石堆親自統領，前往廣東道搜查和安樂的總部，拘捕該黑社會的重要領導人物。另外亦搜查新填地街及廟街多處的和安樂支部，一共拘捕了29名疑犯。部份被證實為黑社會成員，被香港政府驅逐出境，以及成功搗破和安樂組織。
香港淪陷時期，由於石堆不希望被日本人指揮，於是帶領家人回鄉營商，於香港重光後返回香港，至1949年過身，終年60歲。

## 軼事
「四大探長」之一的韓森在警隊任職時，被石堆稱呼為「肥仔B」，可見其輩份之高。
石堆的後人中，比較知名的為第三子石鑑輝，擁有「麻雀館大王」的外號。

## 相關連結
- 石鑑輝
- 劉福
- 葛柏
- 呂樂
- 藍剛
- 顏雄